# Сорценто (Удине)
Сорценто је насеље у Италији у округу Удине, региону Фурланија-Јулијска крајина.
Према процени из 2011. у насељу је живело 84 становника. Насеље се налази на надморској висини од 189 м.